# Геронтий из Фикуклы
Геронтий (лат. Gerontius; умер в 501) — епископ города Фикуклы (современная Червия). Святой Католической церкви, память 9 мая.

## Биография
Житие святого написано в X веке и, наряду с историческими фактами, содержит легендарные мотивы. Епископ Геронтий был обвинён в сожительстве со своими племянницами, которые лишь только по примеру библейской Ависаги Сунамитянки, согревавшей царя Давида (3Цар. 1:1-4), согревали епископа по ночам. Житие сообщает, что на невиновность Геронтия указывал ряд чудес (дикие гуси, прилетевшие к епископу паслись как домашние, а паллий сиял подобно солнцу), но он был вынужден предстать перед церковным собором в Риме, который полностью его оправдал.
Житие отождествляет собор, подтвердивший невиновность Геронтия, с римским собором 501 года, который подтвердил права Симмаха на папскую кафедру. Геронтий называется сторонником папы Симмаха, за что и пострадал от интриг антипапы Лаврентия, притязания которого на папство собор не признал. На обратном пути с собора Геронтий был убит около современного города Кальи воинами остготского короля Теодориха, бывшего сторонником Лаврентия.